# منتخب المملكة المتحدة لكرة القدم
لا يوجد فريق وطني لكرة القدم في المملكة المتحدة، لوجود فرق منفصلة تمثل أمم المملكة المتحدة (إنجلترا واسكتلندا وويلز وأيرلندا الشمالية) في كرة القدم الدولية.
تتنافس هذه الفرق الوطنية في بطولات كأس العالم فيفا وبطولة أمم أوروبا وغيرها من المناسبات الدولية. لعب منتخب المملكة المتحدة في المباريات الودية مع عدم مشاركته في الاتحاد الدولي لكرة القدم (فيفا) بالكامل منذ العام 1955. كذلك شاركت المملكة المتحدة في بطولة كرة القدم في دورة الألعاب الأولمبية الصيفية، حيث مثلها فريق كرة القدم الأوليمبي البريطاني. يشارك فريق كرة قدم من المملكة المتحدة بانتظام في بطولة كرة القدم الجامعية الصيفية.

## الخلفية

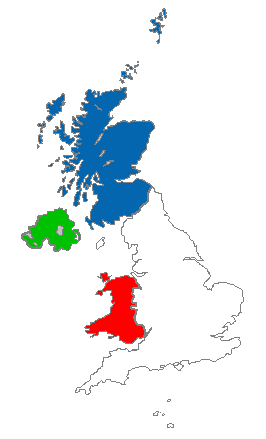
اتحادات كرة القدم الأربعة في المملكة المتحدة: إنجلترا أسكتلندا ويلز إيرلندا الشمالية

عندما تأسس أول اتحاد لكرة القدم في العالم، وهو الاتحاد الإنجليزي لكرة القدم في العام 1863، لم يكن اختصاصه الجغرافي واضحًا: لم يكن هناك تحديد ما إذا كان يغطي إنجلترا فقط أو المملكة المتحدة أو الإمبراطورية البريطانية أو حتى العالم بأكمله. تمت إجابة السؤال عندما تأسس الاتحاد الاسكتلندي لكرة القدم في العام 1873.
تأسست ثالث اتحاد لكرة القدم، وهو اتحاد ويلز لكرة القدم في العام 1876 ورابع اتحاد وهو الاتحاد الأيرلندي لكرة القدم في العام 1880. لذلك تطورت كرة القدم مع اتحادات وفرق وطنية منفصلة لكل أمم المملكة المتحدة أو «الدولة الأم».
لُعبت المباريات الدولية التمثيلية بين إنجلترا واسكتلندا منذ العام 1872، وشَكلت الأمم الأم مجلس الاتحاد الدولي لكرة القدم في العام 1886 لتنسيق المباريات بين فرقها. تم تشكيل الاتحاد الدولي لكرة القدم (الفيفا) من قبل اتحادات غير بريطانية في العام 1904، وبحلول العام 1913 كانت الأمم الأم عضوةً في فيفا وكانت الفيفا عضوًا بالمجلس. وفي العام 1921، في وقت قريب من تقسيم أيرلندا، انفصل اتحاد كرة القدم الأيرلندي الجنوبي عن نظيره الإيرلندي الشمالي وطعن في سلطته.
في العام 1923 عنى اتفاق بين المجلس والفيفا أن اتحاد أيرلندا لكرة القدم سيمثل الدولة الدولة الأيرلندية الحرة وأن الاتحاد الأيرلندي لكرة القدم سيمثل أيرلندا الشمالية؛ كما وافقت الفيفا على أن العلاقات بين الأمم الأم ستكون خارج اختصاصها. لعبت كل من إنجلترا واسكتلندا بشكل منفصل مباريات دولية ضد مختلف الفرق الأوروبية، ولكن انسحبت الأمم الأم من الفيفا في عام 1928، في نزاع على الهواة، ولم تعد حتى عام 1946 حيث فقدت فرصة المشاركة في أول ثلاث نسخ من كأس العالم.
كانت إنجلترا الوطن الأم الوحيد الذي حقق نجاحًا كبيرًا على المستوى الدولي حين فازت بكأس العالم 1966. لقد تأهلت اسكتلندا للبطولات النهائية من ثماني بطولات لكأس العالم واثنين من بطولة كأس الأمم الاوروبية ولكنها لم تتقدم إلى ما بعد مرحلة المجموعات في أي بطولة دولية. لم تتأهل أيرلندا الشمالية لبطولة نهائيات كأس العالم منذ العام 1986، وويلز منذ العام 1958.
يُثار هذا الموضوع أحيانًا كحجة من أجل فريق وطني واحد للمملكة المتحدة: استنادًا إلى التحليل الإحصائي. في يونيو 2006، تم تقدير أن منتخب المملكة المتحدة كان سيحظى بفرصة أكبر بمقدار الثلث في الفوز بكأس العالم 2006، مما كانت عليه إنجلترا في بداية البطولة. يجادل معارضو الخطة بأنه لا ينبغي التضحية بهويات كرة القدم الحالية لعشاق الأمم الأم في المملكة المتحدة لمجرد الحصول على فرصة أفضل للنجاح.
كان هناك دعم محدود لإنشاء فريق وطني بريطاني دائم. مثل هذا الاقتراح قد طرحه وزراء الحكومة البارزون بمن فيهم جاك سترو وتوني بانكس. في يوليو 2014، بعد أداء إنجلترا الضعيف في كأس العالم 2014 قدم النائب المحافظ لورنس روبرتسون اقتراحًا في وقت مبكر من اليوم، دعا فيه إلى فريق المملكة المتحدة لكرة القدم.

## المباريات
رغم ذلك، اتحدت الأمم الأم من قبل للعب مبارتين وديتين ضد الجانب الممثل لبقية أوروبا. في كلتا المبارتين، ضم الفريق البريطاني جميع الدول الأربع الرئيسية: إنجلترا واسكتلندا وويلز وأيرلندا الشمالية. ورغم مشاركة أيرلندا الشمالية، لعبت كلتا المباراتين تحت اسم «بريطانيا العظمى».
- 10 مايو 1947؛ هامبدن بارك بغلاسكو: بريطانيا العظمى 6-1 بقية أوروبا[7][8]
- 13 أغسطس 1955؛ ويندسور بارك ببلفاست: بريطانيا العظمى 1-4 بقية أوروبا[9][10]

### 1947: مباراة القرن
لُعبت مباراة العام 1947، التي أطلق عليها اسم «مباراة القرن»، للاحتفال بعودة الأمم الأم إلى الاتحاد الدولي لكرة القدم (فيفا)، بعد أن غادروها عام 1920. وبالنسبة للمباراة، التي لعبت في منتزه هامبدن بارك الإسكتلندي أمام 135,000 متفرج، ارتدى فريق بريطانيا العظمى شريطًا أزرق كحلي على شرف الاتحاد المضيف. ساعدت إيصالات البوابة، التي بلغ مجموعها 35,000 جنيه إسترليني، في تعزيز موارد الفيفا التي تضررت بسبب عدم وجود منافسة خلال الحرب العالمية الثانية. في تلك المناسبة، تألف فريق بريطانيا العظمى من:
فرانك سويفت (إنجلترا)، جورج هاردويك(إنجلترا)، بيلي هيوز (ويلز)، أرشي ماكولاي (اسكتلندا)، جاكي فيرنون (أيرلندا)، رون بورغس (ويلز)، ستانلي ماثيوس (إنجلترا)، ويلف مانيون (إنجلترا)، تومي لاوتون (إنجلترا)، بيلي ستيل (اسكتلندا)، بيلي ليدل (اسكتلندا).
الأهداف: المملكة المتحدة 1-0 الجانب الأوروبي، مانيون في الدقيقة 22؛ 1 - نوردال 24 2-1 مانيون في الدقيقة 33 ركلة جزاء. 1-3 ستيل في الدقيقة 35؛ 4-1 لوتون في الدقيقة 37؛ 5-1 بارولا في الدقيقة 74 هدف ذاتي؛ 6-1 لوتون في الدقيقة 82.

### 1955: ذكرى اتحاد كرة القدم الأيرلندي
لعبت مباراة العام 1955 للاحتفال بالذكرى الخامسة والسبعين للاتحاد الأيرلندي لكرة القدم. لهذا السبب، أقيمت المباراة في ويندسور بارك في بلفاست حيث دخل الفريق البريطاني إلى الملعب مرتديًا الشريط الأخضر لأيرلندا الشمالية. تألف فريق بريطانيا العظمى من:
جاك كيلسي (ويلز)، بيتر سيليت (إنجلترا)، جو مكدونالد (اسكتلندا)، داني بلانشفلاور (أيرلندا الشمالية)، جون تشارلز (ويلز)، بيرت بيكوك (أيرلندا الشمالية)، ستانلي ماثيوس (إنجلترا)، بوبي جونستون (اسكتلندا)، روي بنتلي (إنجلترا)، جيمي مكيلوري (أيرلندا الشمالية)، بيلي ليدل (اسكتلندا).

### مباريات أخرى
لُعبت مباراتين أخريتين بين ويلز وفريق يمثل بقية المملكة المتحدة بلاعبين من إنجلترا واسكتلندا وأيرلندا الشمالية. احتفلت المباراة الأولى، في العام 1951، بالذكرى الخامسة والسبعين لاتحاد كرة القدم الويلزي. جرت المباراة الثانية في العام 1969 وقد احتفلت بمناسبة تنصيب أمير ويلز. وفي كلتا الحالتين، تم اختيار منتخب إنجلترا واسكتلندا وإيرلندا الشمالية تحت اسم «بقية المملكة المتحدة».
- 3 ديسمبر 1951؛ نينيان بارك بكارديف: ويلز 3-2 بقية المملكة المتحدة
- 21 يوليو 1969؛ نينيان بارك بكارديف: ويلز 0-1 بقية المملكة المتحدة[9][13]

كانت هناك أيضًا مباراة لعبت في ويمبلي في العام 1973 للاحتفال بدخول المملكة المتحدة وجمهورية أيرلندا والدنمارك إلى المجموعة الاقتصادية الأوروبية. تضمنت هذه المباراة، التي تحمل اسم «الثلاثة» ضد «الستة»، فريقًا مختارًا من تلك الدول الثلاث يلعب ضد مجموعة مختارة من اللاعبين من الأعضاء الستة الأصليين في المجموعة الاقتصادية الأوروبية: ألمانيا الغربية وبلجيكا وهولندا ولوكسمبورغ وفرنسا وإيطاليا.
عشرة من اللاعبين الثلاثة عشر الذين استخدمهم «الثلاثة» كانوا من المملكة المتحدة باستثناء جوني جايلز ولاعبين دانمركيين يمثلان البلدين الآخرين. سجل هينينج جنسن وكولن شتاين لفريق الثلاثة في المباراة التي انتهت بنتيجة 2-0.
لعب فريق بريطانيا العظمى ضد بقية دول أوروبا في العام 1965 من أجل ستانلي ماثيوس. فازت أوروبا 6-4. شارك فريق اسكتلندا ضمن فريق بريطانيا العظمى في مباراة من أجل ألان مولري. هُزمت اسكتلندا 3-2 في كرافن كوتيج في 22 مارس 1976.

## الفريق الاولمبي
من الألعاب الأولمبية الصيفية لعام 1900 إلى الألعاب الأولمبية الصيفية لعام 1972، ومرة أخرى في الألعاب الأولمبية الصيفية لعام 2012، شاركت المملكة المتحدة في بطولة كرة القدم الأوليمبية أو في مسابقة التصفيات.
خلال البطولة الأولى، لُعبت الألعاب الأولمبية الصيفية لعام 1900 كرياضة تجريبية ولكنها كانت مشاركة معتمدة بأثر رجعي من قبل اللجنة الأولمبية الدولية، وفيها مثّل نادي أوبتون بارك إف سي المملكة المتحدة وفاز بالميدالية الذهبية. بعد هذا فازت بريطانيا العظمى بميداليات ذهبية في ألعاب عامي 1908 و1912.
تم تنظيم جميع فرق كرة القدم الأوليمبية «بريطانيا العظمى» من قبل الاتحاد الإنجليزي لكرة القدم بموافقة اتحادات كرة القدم الأخرى التابعة لأمم المملكة، وبعد أن ألغى الاتحاد التمييز بين لاعبي المحترفين والهواة في العام 1974، لم تعد هناك مشاركات للفرق الأولمبية البريطانية.
ومع السماح للاعبين المحترفين بالمشاركة في الأولمبياد من العام 1992، لكن لم يشارك أي فريق بريطاني حيث شاركت بدلًا من ذلك الأمم الأم بمنتخبات منفصلة في مسابقة التصفيات.
عنت استضافت لندن دورة الألعاب الأولمبية الصيفية لعام 2012 أن بريطانيا العظمى تأهلت كدولة مضيفة. بعد الكثير من النقاش بين الأمم الأم واعتراض اتحادات الشمال الأيرلندي والاسكتلندي والويلزي، شاركت فرق الرجال والسيدات التي نظمها اتحاد كرة القدم (الإنجليزية) في أولمبياد 2012.

## فريق الألعاب الجامعية
في مسابقة الألعاب الجامعية، فاز فريق المملكة المتحدة بثلاث ميداليات: اثنتان منها فضية في عامي 2011 و2013 وميدالية برونزية في عام 1991.